# Comprimento de Rayleigh

Largura de um feixe gaussiano em função da distância axial. : cintura do feixe; : parâmetro confocal; : comprimento de Rayleigh; : espalhamento angular total

Em óptica e em especial ciência do laser, o comprimento de Rayleigh ou intervalo de Rayleigh é a distância ao longo da direção de propagação de um feixe a partir da cintura até o lugar onde o raio da seção transversal aumenta {\displaystyle {\sqrt {2}}} vezes, e sua área  é duplicada. Um parâmetro relacionado é o parâmetro confocal, b, que é duas vezes o comprimento de Rayleigh. O comprimento de Rayleigh é particularmente importante quando feixes são modelados como feixes gaussianos.

## Explicação
Para um feixe gaussiano propagando no espaço livre ao longo do eixo {\displaystyle {\hat {z}}}, o comprimento de Rayleigh é dado por 
{\displaystyle z_{\mathrm {R} }={\frac {\pi w_{0}^{2}}{\lambda }},}
onde {\displaystyle \lambda } é o comprimento de onda e {\displaystyle w_{0}} é a cintura do feixe, o tamanho radial do feixe em seu ponto mais estreito. Esta equação e as que se seguem assumem que a cintura não é extraordinariamente pequena; {\displaystyle w_{0}\geq 2\lambda /\pi }.
O raio do feixe a uma distância {\displaystyle z} da cintura é 
{\displaystyle w(z)=w_{0}\,{\sqrt {1+{\left({\frac {z}{z_{\mathrm {R} }}}\right)}^{2}}}.}
O valor mínimo de {\displaystyle w(z)}, por definição, ocorre em {\displaystyle w(0)=w_{0}}. Na distância {\displaystyle z_{\mathrm {R} }} da cintura do feixe, o raio do feixe é aumentado por um fator {\displaystyle {\sqrt {2}}} e sua área de seção transversal por um fator de 2.

## Quantidades relacionadas
O espalhamento angular total de um feixe gaussiano em radianos é relacionado ao comprimento de Rayleigh por
{\displaystyle \Theta _{\mathrm {div} }\simeq 2{\frac {w_{0}}{z_{R}}}.}
O diâmetro do feixe em sua cintura (tamanho da região focada) é dado por
{\displaystyle D=2\,w_{0}\simeq {\frac {4\lambda }{\pi \,\Theta _{\mathrm {div} }}}}.
Estas equações são válidas dentro dos limites da aproximação paraxial. Para feixes com muito mais divergência o modelo de feixe gaussiano se torna impreciso, sendo, então, requerido análises de óptica ondulatória.